# Thôi Trí Viễn
Choe Chiwon (phát âm tiếng Hàn Quốc: [tɕʰʷe tɕʰiwʌn], chữ Hán: 崔致遠, Thôi Trí Viễn; sinh năm 857 – không rõ năm mất), tự Hải Phu (海夫), hiệu Cô Vân (孤云), cũng xưng là Hải Vân (海云), sau khi mất được đặt thụy hiệu là Văn Xương Hầu (文昌侯), là một nhà thơ, nhà văn người Triều Tiên nổi tiếng sống vào thời kỳ Tân La mạt. Tài nghệ thi ca của ông được đón nhận ở cả Trung Quốc lẫn Triều Tiên.
Thôi Trí Viễn tới Trung Quốc du học nhà Đường khi mới lên 12 tuổi, tham gia khoa cử và thi đỗ tiến sĩ năm 17 tuổi. Ông đã đảm nhiệm nhiều chức vụ cao tại nơi đây trước khi quay trở về Tân La. Tại quê hương của mình, ông đã thực hiện những nỗ lực nhằm cải cách cải cách bộ máy chính quyền của vương triều Tân La đang dần suy tàn nhưng bất thành. Vào những năm cuối đời, Thôi Trí Viễn trở nên sùng bái Phật giáo. Không thể thực hiện ý tưởng chấn hưng triều đình, ông đã cáo quan mà lui về ở ẩn tại Hải Ấn tự trên núi Già Sơn rồi qua đời tại đây.
Được coi là bậc thầy của thơ phú, Thôi Trí Viễn được hậu thế tôn làm thủy tổ của nền văn học Triều Tiên và được xem là một ba nhà thơ lớn nhất văn học cổ điển nước này bên cạnh Lý Khuê Báo và Lý Tề Hiền.

## Tiểu sử
Thôi Trí Viễn sinh vào năm 857 trong một gia đình quý tộc ở Sa Lương bộ, kinh đô Kim Thành (nay là Khánh Châu) của Tân La. Người ta không biết nhiều về gia thế của ông. Tam quốc sử ký chép rằng "sử liệu đã mất hết, [nên] không rõ dòng dõi". Chỉ biết rằng, ông đã nhận được giáo dục rất tốt từ gia đình ngay từ khi còn nhỏ. Trong các tác phẩm của mình, ông nhiều lần tự xưng là "Nho gia môn mạt học", "Huyền thố vi nho".

### Quãng thời gian tại Trung Quốc
Năm 868, Thôi Trí Viễn, lúc bấy giờ mới 12 tuổi, đã theo thuyền buôn tới nhà Đường du học. Trước khi rời khỏi quê hương, cha của ông từng nói rằng: "Nếu mi trong vòng 10 năm không đậu tiến sĩ, thì chớ làm con của ta, ta cũng không muốn có một đứa con như vậy." 6 năm sau, trong kỳ khoa cử, Thôi Trí Viễn đã thi đỗ tiến sĩ. Căn cứ theo quy định của nhà Đường, thi đậu tiến sĩ chỉ đem lại cho người đó tư cách làm quan, còn muốn thụ phong chức quan thì còn cần phải trải qua xét tuyển của Bộ Lại. Quãng thời gian sau đó, Thôi Trí Viễn tới thành Lạc Dương mở lớp dạy học kiếm sống. Ông đã miêu tả giai đoạn này bằng hai câu thơ: "Lưu lạc ở Đông Đô, dùng bút để nấu cơm." Trong khoảng thời gian tại đây, ông đã viết tổng cộng 3 cuốn sách, trong đó quyển thứ nhất gồm 5 bài thuộc thể phú, quyển thứ 2 gồm 100 bài thuộc thể thất ngôn và quyển thứ ba là 30 bài thơ gồm các chủ đề khác nhau. Nội dung của 3 quyển sách này chủ yếu liên quan tới việc ông chuẩn bị tham gia "bác học hồng từ khoa".
Năm 877, Thôi Trí Viễn được bổ nhiệm làm huyện úy Lật Thủy (nay là quận Lật Thủy, Nam Kinh, Giang Tô). Trong bốn năm làm quan tại đây, ông đã có cơ hội tiếp xúc với những tầng lớp thấp của xã hội, qua đó hiểu được thực tế về xã hội và cuộc sống của người dân Trung Quốc. Cũng trong gia đoạn này, Thôi Trí Viễn sáng tác nhiều tác phẩm về những chủ đề khác nhau, bày tỏ sự đồng cảm với nỗi thống khổ của nhân dân, trong đó có tác phẩm Trung Sơn phúc quỹ tập gồm 5 quyển. Tuy là một huyện úy hưởng bổng lộc nhưng điều này không đảm bảo cho Thôi Trí Viễn đủ cơm ăn áo mặc. "Cũng vì bổng lộc không đủ, mà không thể cứu giúp [nhân dân]", ông không còn cách nào khác ngoài việc phải tìm một lối thoát. Năm 884, ông rời Lật Thủy đến Hoài Nam để tham gia khoa thi Bác học.
Tại Hoài Nam, Thôi Trí Viễn được Tiết độ sứ Hoài Nam lúc bấy giờ là Cao Biền mời làm quan tòng sự, chuyên xử lý các vấn đề văn thư. Sau khi khởi nghĩa Hoàng Sào nổ ra, Cao Biền được bổ nhiệm làm Chư đạo binh mã đô thống. Thôi Trí Viễn dưới trướng Cao Biền đã biên soạn một lượng lớn công văn, trong đó có tác phẩm Hịch Hoàng Sào sách trứ danh. Tài năng của ông được Cao Biền cùng Đường Hy Tông đánh giá cao. Cũng chính vì thế mà ông được phong làm Lang thị Ngự sử trong cung, được phép mặc áo tía, đeo túi cá vàng. Về sau, Thôi Trí Viễn đem các tác phẩm của mình trong thời kỳ này tổng hợp thành Quế uyển bút canh tập gồm tổng cộng 20 quyển. Sau khi thất thế, Cao Biền thường xuyên nghe lời nịnh nọt, Thôi Trí Viễn cũng vì thế mà dần dần rơi vào lãng quên. Năm 884, ông dâng thư thỉnh cầu về nước, được Cao Biền chuẩn ý. Thôi Trí Viễn rời Trung Quốc về Tân La vào tháng 8 năm đó, được Đường Hy Tông lệnh mang theo quốc thư, lấy thân phận sứ giả nhà Đường để về nước. Trước khi lên đường, Cố Vân, một nhà thơ thời Vãn Đường, đã viết một bài thơ tiễn biệt người bạn lâu năm.

### Trở lại Tân La và những năm cuối đời

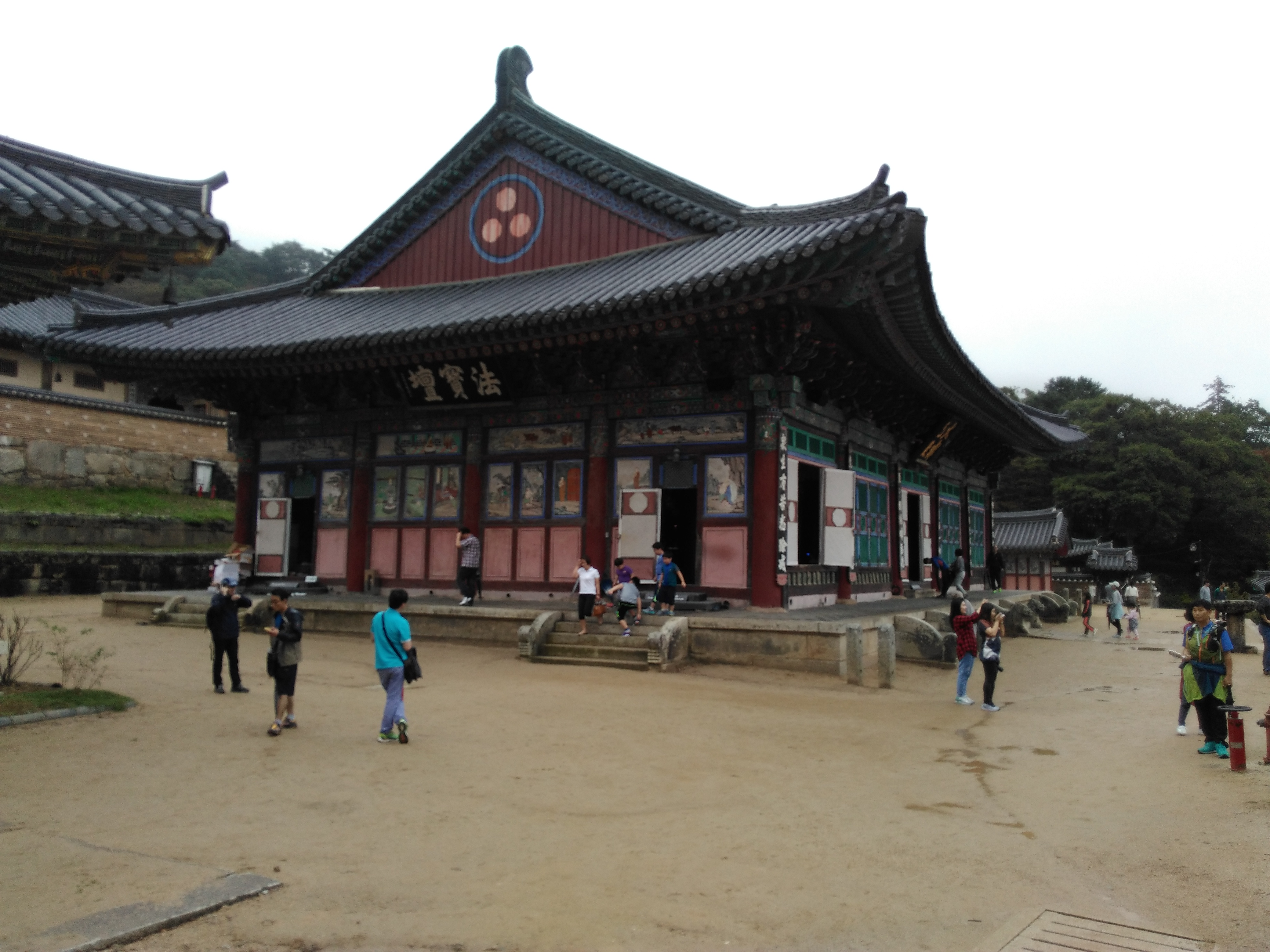
Hải Ấn tự trên núi Già Sơn, nơi Thôi Trí Viễn lui về quy ẩn, cũng là nơi cất giữ bản khắc Bát vạn đại tạng kinh được UNESCO đưa vào danh sách di sản thế giới năm 1995

Sau khi quay về Tân La (đời vua Tân La Hiến Khang Vương) vào năm 885, Thôi Trí Viễn được bổ nhiệm làm Thị độc kiêm Hàn Lâm học sĩ, thủ Binh Bộ Thị Lang và Tri thụy thư giam đẳng. Triều đình Tân La lúc bấy giờ đã cực kì hủ hóa, triều chính hủ bại, đời sống nhân dân khốn khổ. Năm thứ hai sau khi trở về nước (năm 887), ông từng dâng lên vua Tân La Chân Thánh nữ vương Thời vụ sách chứa mười một điều khuyên nhủ kẻ cai trị Tân La cần thi hành những biện pháp chính trị nhân từ để cứu vãn quốc gia nguy vong. Tuy nhiên, những đề xuất cải cách của ông đều bị làm ngơ. Buồn bã, Thôi Trí Viễn sáng tác rất nhiều bài thơ biểu đạt sự bất mãn đối với hiện thực, phê phán tệ nạn xã hội và châm biếm thói đạo đức giả của những kẻ thuộc tầng lớp thống trị. Kết quả là ông bị nữ vương trách cứ và giáng xuống làm quan địa phương, giữ chức Thái thú quận Đại Sơn. Cảm giác Tân La đã qua mục nát không cách nào vãn hồi, Thôi Trí Viễn quyết định từ quan, lui về núi Già Sơn quy ẩn ở tuổi 41 vào năm 897 (đời vua Tân La Chân Thánh nữ vương). Một trong những bài thơ còn sót lại của ông, "Triều lãng", thể hiện tâm trạng của ông:
| 驟雪翻霜千萬重， 往來弦望躡前蹤。 見君終更能懷信， 慚我趨時盡放慵。 石壁戰聲飛霹靂， 雲峰倒影撼芙蓉。 因思宗慤長風語， 壯氣橫生憶臥龍。 | Sậu tuyết phiên sương thiên vạn trùng, Vãng lai huyền vọng nhiếp tiền tung. Kiến quân chung cánh năng hoài tín, Tàm ngã xu thời tận phóng dung. Thạch bích chiến thanh phi phích lịch, Vân phong đảo ảnh hám phù dung. Nhân tư Tông Xác trường phong ngữ, Tráng khí hoành sinh ức Ngoạ Long. | Phơi sương đạp tuyết ngàn vạn lớp, Chưa tan đợt trước đã cuộn dòng. Thủy chung ngọn sóng không sai hẹn, Biếng nhác thân ta luống thẹn thùng. Vách đá tiếng quân vang vọng tới, Non mây sa bóng đẩy phù dung. Gió reo, nghĩ đến lời Tông Xác, Tráng khí trào dâng nhớ Ngoạ Long. |

Có nhiều giả thuyết khác nhau liên quan tới cái chết của ông. Theo Phá nhàn tập của Lý Nhân Lão, Thôi Trí Viễn một buổi sáng sớm đột nhiên mất tích, người nhà cùng bằng hữu tìm kiếm khắp nơi nhưng chỉ tìm thấy giày và mũ của ông trong sơn cốc. Giai thoại kể rằng, Thôi Trí Viễn lúc về già ủng hộ Vương Kiến. Trong một bức tín thư gửi cho Vương Kiến, ông có ghi 8 chữ: "Kê lâm hoàng diệp, cáp lĩnh thanh tùng." Sau khi Vương Kiến kiến lập vương triều Cao Ly, Thôi Trí viễn được truy phong là Văn Xương hầu, được thờ tự trong Văn miếu.

## Thành tựu văn học
Số bài thơ hiện còn của Thôi Trí Viễn bao gồm 60 bài từ Quế uyển bút canh tập (桂苑筆耕集), 30 bài từ Đông văn tuyển (東文選), cùng hơn chục bài thơ nguyên vẹn và khá nhiều bài thơ chỉ còn sót lại vài câu rời rạc được chép tại trong Toàn Đường thi (全唐詩) hoặc những tài liệu lịch sử, bia ký và di tích khác. Thơ ca của ông có thể được chia thành 5 loại theo nội dung: Loại thứ nhất là những bài thơ trữ tình bày tỏ nỗi lòng nhớ quê hương khi đi du học nhà Đường, bao gồm: Đêm thu trong mưa, Sơn dương dữ hương hữu thoại biệt, Đông phong, Trần tình thượng thái úy. Loại thứ hai là thơ phê bình hiện thực, gồm:Giang nam nữ, Cổ ý, Ngụ hưng, Thục quỳ hoa. Loại thứ ba là thơ tả phong cảnh gồm có: Thạch phong, Triều lãng, Sa đinh, Dã thiêu, Đỗ quyên, Hải âu, Sơn đỉnh nguy thạch, Thạch thượng ải tùng, Hồng diệp thụ, Thạch thượng lưu tuyền gồm 10 bài, cùng Dụ Giang dịch tuyết, Đề Già Da sơn, Nhập sơn thi và Tặng Trí Quang Thượng nhân. Loại thứ tư Thất ngôn kỷ đức thi tam thập thủ cẩn hiến ti đồ tương công, Thù tiến sĩ Điền Thành nghĩa huynh tặng, Thù Ngô tiến sĩ loan quy Giang Nam, Thù Ngô Loan tú tài tích biệt nhị tuyệt cú, Thù Dương Chiêm tú tài tống biệt. Loại thứ năm là thơ miêu tả vũ điệu dân gian Tân La gồm: Hương nhạc tạp vịnh, Kim hoàn, Nguyệt điên. Các thể thơ mà Thôi Trí Viễn sử dụng cũng rất đa dạng, bao gồm tuyệt cú, luật thi cũng như cổ thể thi, nhưng chiếm số lượng nhiều nhất là tuyệt cú và luật thi bảy chữ. Những bài thơ của ông được thể hiện một cách tự nhiên dựa trên thực tế cuộc sống. Ông cho rằng một thi nhân không nên quá tự do tưởng tượng. Trong thư gửi Cao bí thư, ông đã dẫn hai câu thơ của Lý Bạch trong bài "Giang thượng ngâm" (江上吟) là "Hứng say, bút chuyển núi cao; Thơ xong, cười cợt rạt rào bãi sông" và cho rằng đây chỉ là "những lời nói phóng đại và phi lý".
Trong khoảng thời gian 16 năm sinh sống tại Trung Quốc, Thôi Trí Viễn đã sáng tác trên dưới một vạn thiên tác phẩm, trong đó chỉ có 300 tác phẩm là thơ, số còn lại đa phần là văn xuôi và văn ứng dụng. Văn nhân Cao Ly Chu Thận trong tác phẩm Du thanh lương sơn lục đã gọi Thôi Trí Viễn là ông tổ của "nền văn học phương Đông". Trong những năm đầu của vương triều Triều Tiên, văn nhân Thành Khiếm (成伣) từng nói rằng "Văn chương nước ta, cũng từ Thôi Trí Viễn mà ra." Các tác phẩm văn xuôi cùng văn ứng dụng của Thôi Trí Viễn phần lớn là biền thể văn. Biền thể văn là một loại văn thể từng thịnh hành ở Giang Nam vào thời Lục triều, trở thành thể thức công văn chính thức của triều đình dưới thời nhà Đường. Tập văn xuôi còn tồn tại Quế uyển bút canh tập của Thôi Trí Viễn chứa phấn lớn công văn hành chính biền thể tứ lệ lục. Văn xuôi của ông phong phú về nội dung, đa dạng về thể loại và có thành tựu nghệ thuật cao. Khi Hoàng Sào khởi nghĩa, Thôi Trí Viễn phụng chỉ thảo một bức "Hịch Hoàng Sào thư" với mục đích khiển trách và thuyết phục Hoàng Sào, được đánh giá là một "kiệt tác của nghệ thuật hùng biện và văn phong". Theo sách Cô vân tiên sinh di sự, Hoàng Sào đã ngã lăn ra giường khi đọc được câu "không chỉ người trong thiên hạ đều muốn giết ngươi mà ngay cả quỷ thần dưới đất cũng bàn cách để diệt ngươi".
Vào năm 882, Thôi Trí Viễn khi còn dưới trướng ở Cao Biền đã viết sách "Bổ An Nam lục dị đồ ký" (補安南錄異圖記). Cuốn sách viết về các vấn đề lịch sử, địa lý, phong tục ở An Nam đô hộ phủ (khi đó An Nam đô hộ phủ đã được thăng lên thành Tĩnh Hải quân), là một trong những tài liệu sớm nhất của Triều Tiên nói về Việt Nam.

## Di sản
Khi Triều Tiên ngày càng trở nên Nho giáo hóa vào cuối thời Cao Ly và đặc biệt là thời kỳ nhà Triều Tiên, Thôi Trí Viễn đã trở thành một trong những học giả được ca ngợi nhất và có vinh dự được thờ tự trong Văn Miếu. Vua Cao Ly Hiển Tông (cai trị 1009–1031) ghi nhận những thành tựu Nho học của ông, đã truy tặng thụy hiệu "Văn Xương hầu" (문창후, 文昌侯). Vào đầu thế kỷ 13, chân dung của ông đã được đặt trong Văn miếu, trở thành đối tượng của sự tôn kính kể từ đó về sau.
Mặt khác, theo thời gian, Thôi Trí Viễn không chỉ được hậu thế tôn sùng dưới tư cách một nhà nho, mà còn dưới tư cách một nhà thơ. Một phần là do số lượng bài thơ của ông còn lưu truyền là tương đối lớn và tất cả đều được viết bằng chữ Hán. Nhiều truyền thuyết, giai thoại xoay quanh cuộc đời ông đã xuất hiện. Thơ chữ Hán của Thôi Trí Viễn ảnh hưởng sâu sắc đến văn học Triều Tiên và Hàn Quốc ngày nay. Văn thơ ông cũng như chính tâm hồn ông: "Thơ biểu hiện tinh thần con người, văn biểu hiện thể chất con người."

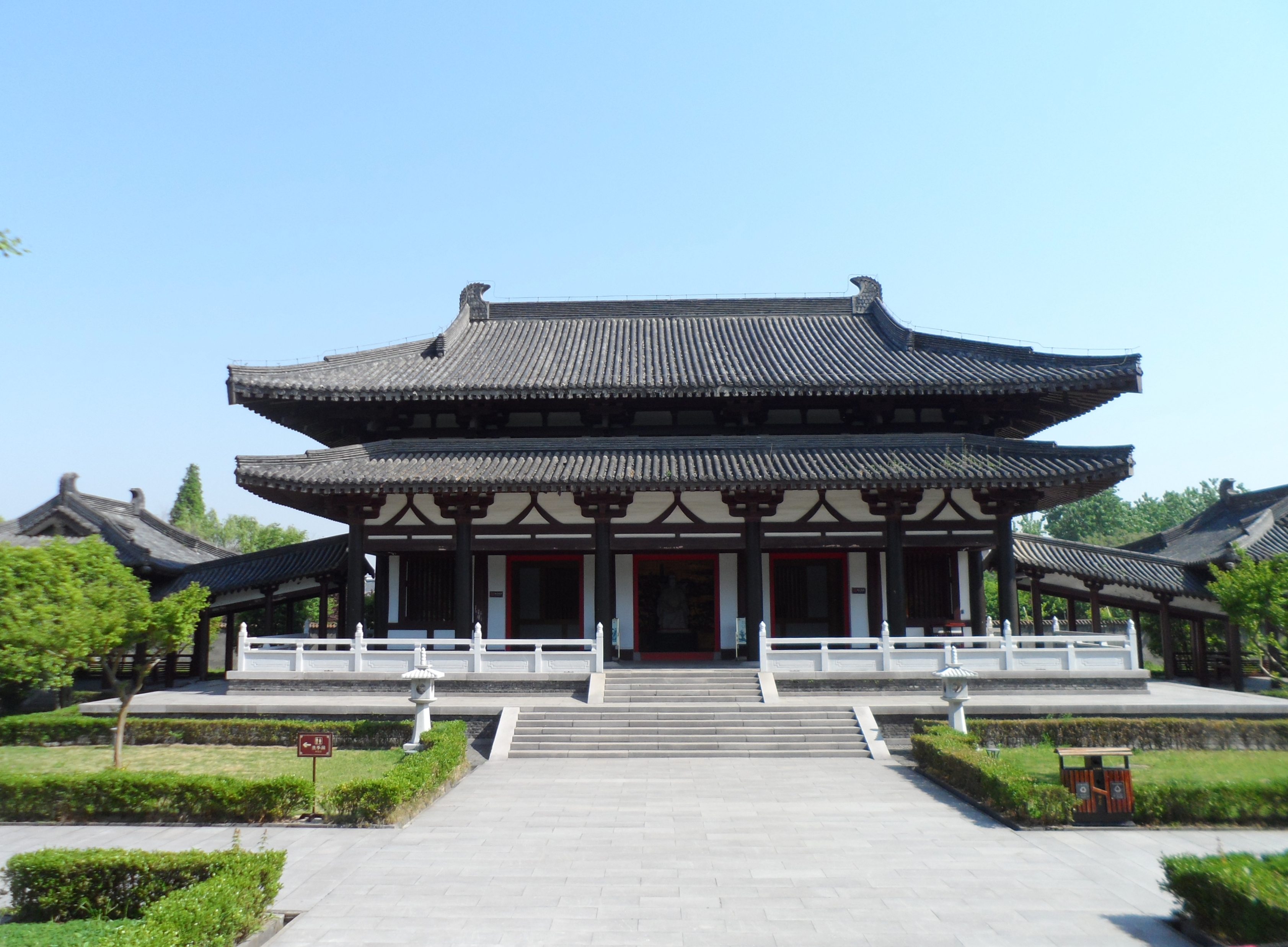
Bảo tàng Thôi Trí Viễn tại Dương Châu, Trung Quốc
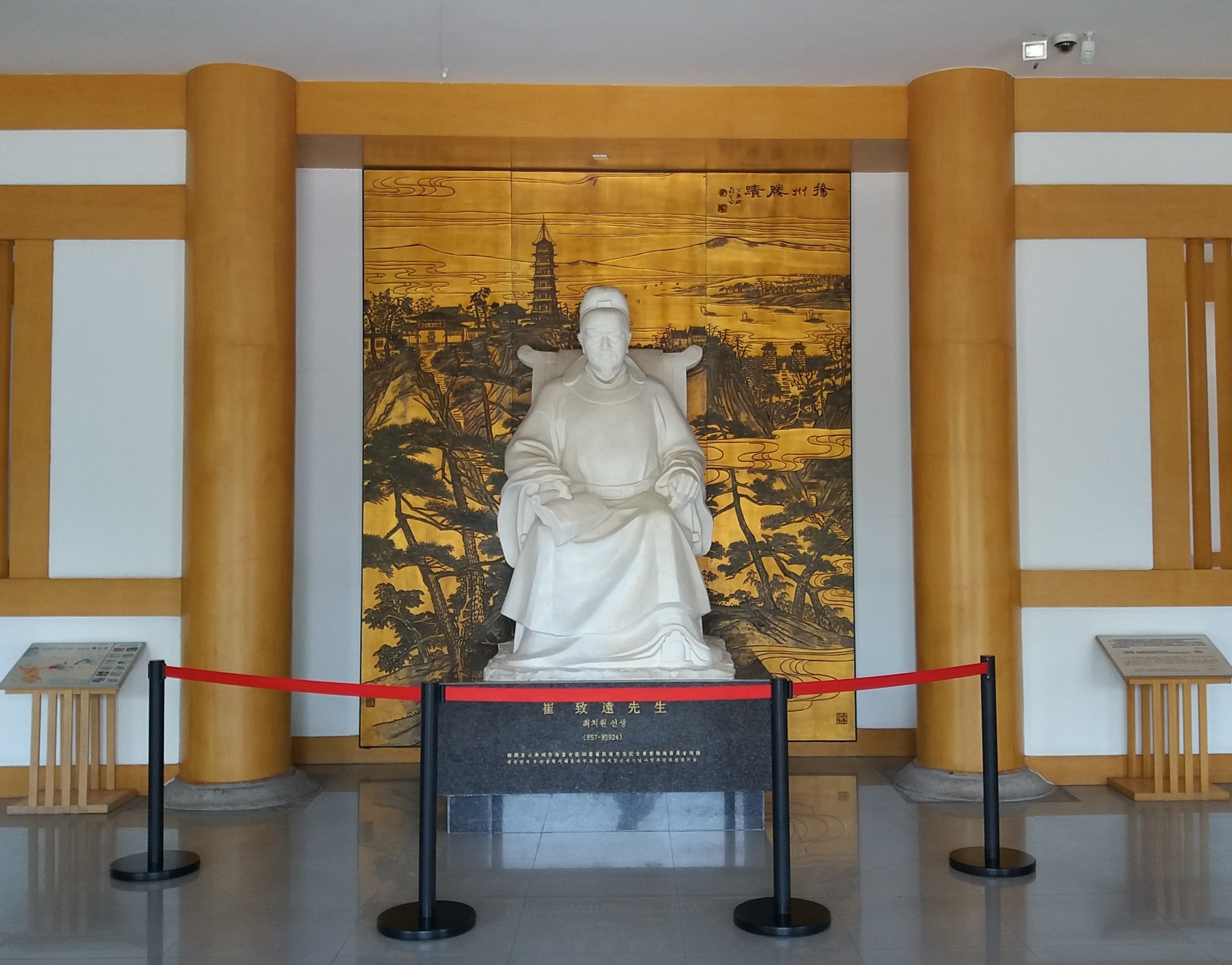
Tượng Thôi Trí Viễn tại bảo tàng
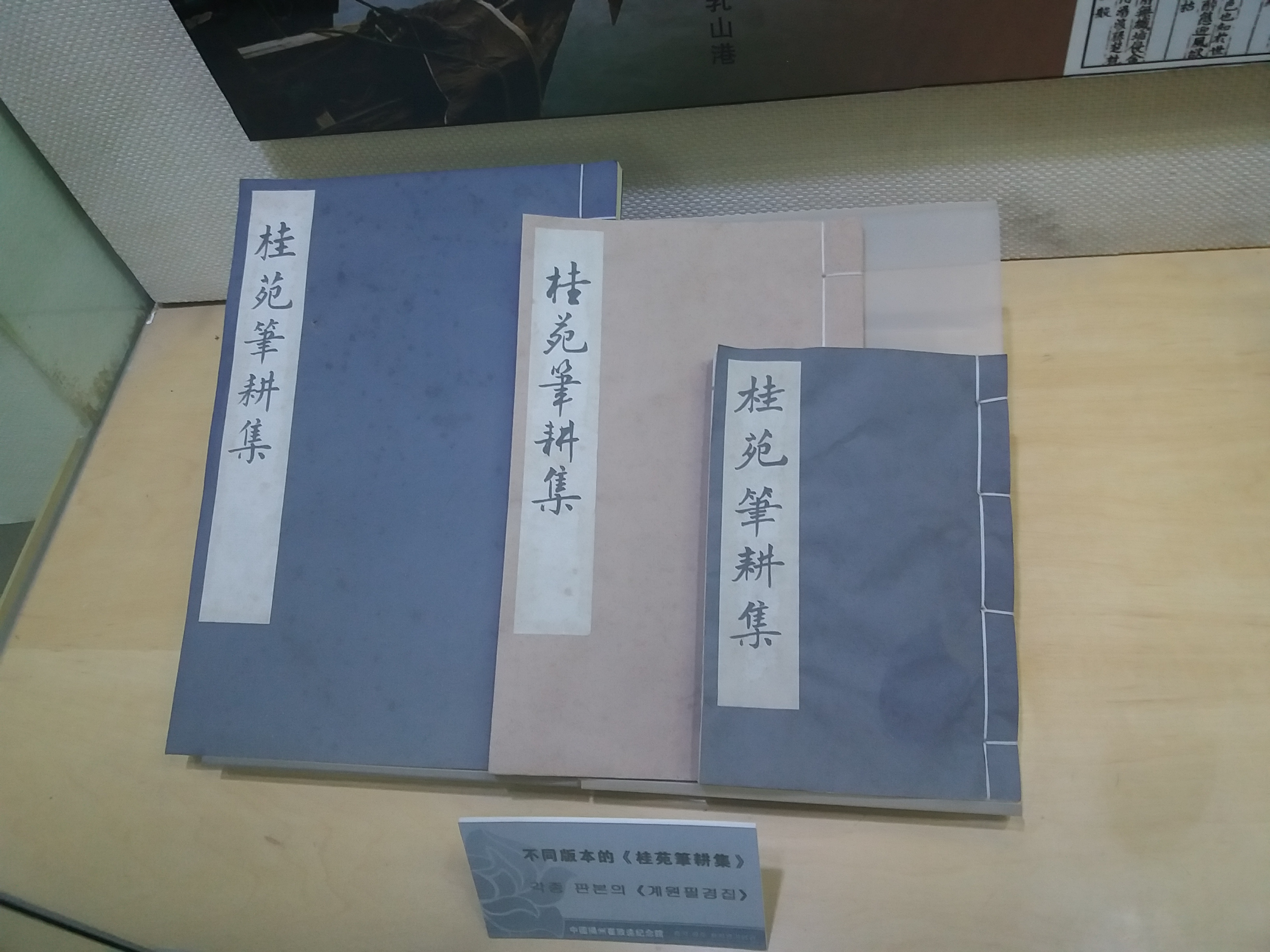
Quế uyển bút canh tập